# Кубок мира по конькобежному спорту 2013/2014 (этап 2)
Второй этап Кубка мира по конькобежному спорту в сезоне 2013/2014 прошёл 15-17 ноября 2013 года на катке Олимпийский овал Юты, Солт-Лейк-Сити, США. Забеги проводились на дистанциях 500, 1000, 1500 метров, командной гонке, а также на 3000 метров у женщин и 5000 метров у мужчин. В первый день соревнований (15 ноября) были установлены мировой рекорд на дистанции 500 метров у женщин — Ли Сан Хва (Южная Корея), мировой рекорд для юниоров на дистанции 3000 метров у женщин — Антоинетте де Йонг (Нидерланды), 107 личных рекордов и 27 национальных рекордов, в том числе два рекорда России — на 500 метров у женщин (Ольга Фаткулина) и 1500 метров у мужчин (Денис Юсков). На второй день (16 ноября) были установлены мировой рекорд на дистанции 500 метров у женщин — Ли Сан Хва (Южная Корея), мировой рекорд в командной гонке преследования у мужчин (Нидерланды), 61 личный рекорд и 18 национальных рекордов, в том числе два рекорда России — на 500 метров у женщин (Ольга Фаткулина), 1500 метров у женщин (Юлия Скокова) и в командной гонке у мужчин (в командной гонке все сборные установили национальные рекорды).
17 ноября были установлены мировой рекорд на дистанции 1000 метров у женщин — Бриттани Боу (США), 53 личных рекорда и 11 национальных рекордов, в том числе, два рекорда России — на 5000 метров у мужчин (Иван Скобрев) и 1000 метров у женщин (Ольга Фаткулина).

## Программа
| Дата      | Дистанция | Дивизион                         |
| 15 ноября | 500 м (жен.) 1-й забег 500 м (муж.) 1-й забег 500 м (жен.) 1-й забег 500 м (муж.) 1-й забег 3000 м (жен.) 1500 м (муж.) 3000 м (жен.) 1500 м (муж.) | Дивизион Б Дивизион А Дивизион Б |

| Дата      | Дистанция | Дивизион              |
| 16 ноября | 500 м (жен.) 2-й забег 1500 м (жен.) 1000 м (муж.) 500 м (жен.) 2-й забег 1000 м (муж.) 1500 м (жен.) Командная гонка (муж.) | Дивизион Б Дивизион А |

| Дата      | Дистанция | Дивизион                         |
| 17 ноября | 500 м (муж.) 2-й забег 1000 м (жен.) 500 м (муж.) 2-й забег 1000 м (жен.) 5000 м (муж.) Командная гонка (жен.) 5000 м (муж.) | Дивизион Б Дивизион А Дивизион Б |

## Начисление очков
| Место | Дивизион A | Дивизион Б |
| ----- | ---------- | ---------- |
| 1     | 100        | 25         |
| 2     | 80         | 19         |
| 3     | 70         | 15         |
| 4     | 60         | 11         |
| 5     | 50         | 8          |
| 6     | 45         | 6          |
| 7     | 40         | 4          |
| 8     | 36         | 2          |
| 9     | 32         | 1          |
| 10    | 28         | —          |
| 11    | 24         |            |
| 12    | 21         |            |
| 13    | 18         |            |
| 14    | 16         |            |
| 15    | 14         |            |
| 16    | 12         |            |
| 17    | 10         |            |
| 18    | 8          |            |
| 19    | 6          |            |
| 20    | 5          |            |
| 21    | 4          |            |
| 22    | 3          |            |
| 23    | 2          |            |
| 24    | 1          |            |

| Место | Дивизион A | Дивизион Б |
| ----- | ---------- | ---------- |
| 1     | 100        | 32         |
| 2     | 80         | 27         |
| 3     | 70         | 23         |
| 4     | 60         | 19         |
| 5     | 50         | 15         |
| 6     | 45         | 11         |
| 7     | 40         | 9          |
| 8     | 35         | 7          |
| 9     | 30         | 6          |
| 10    | 25         | 5          |
| 11    | 21         | 4          |
| 12    | 18         | 3          |
| 13    | 16         | 2          |
| 14    | 14         | 1          |
| 15    | 12         | —          |
| 16    | 10         |            |

## Призёры

### Мужчины
| Дистанция                                   | Золото                                                | Время            | Серебро                                         | Время      | Бронза                                                         | Время      | Дивизион А 4 — …                                          | Время                         | Дивизион Б 1 — …                                          | Время                         |
| 1e 500 м А — 20 участников Б — 33 участника | Дзёдзи Като · Япония · Гилмор Джунио · Канада         | 34.258 34.258 PB | -------                                         | -------    | Михел Мюлдер · Нидерланды                                      | 34.26 NR   | 8. Артём Кузнецов 10. Дмитрий Лобков 19. Денис Коваль     | 34.46 PB 34.52 35.12          | 15. Игорь Боголюбский 22. Михаил Козлов                   | 35.11 35.42 PB                |
| 2e 500 м А — 21 участник Б — 32 участника   | Кэйитиро Нагасима · Япония                            | 34.24            | Роналд Мюлдер · Нидерланды                      | 34.25 NR   | Мо Тхэ Бом                                                     | 34.28      | 15. Артём Кузнецов 17. Дмитрий Лобков 19. Денис Коваль    | 34.682 34.72 34.77            | 1. Алексей Есин 26. Игорь Боголюбский                     | 34.82 35.59 (9)               |
| 1000 м А — 20 участников Б — 37 участников  | Шани Дэвис · США                                      | 1:06.88          | Кьелд Нёйс · Нидерланды                         | 1:07.02 PB | Брайан Хансен · США                                            | 1:07.03 PB | 11. Алексей Есин 13. Дмитрий Лобков                       | 1:08.29 1:08.32               | 15. Артём Кузнецов 19. Игорь Боголюбский 27. Денис Коваль | 1:09.46 1:09.96 1:10.50       |
| 1500 м А — 20 участников Б — 37 участников  | Шани Дэвис · США                                      | 1:41.98          | Брайан Хансен · США                             | 1:42.16 PB | Кун Вервей · Нидерланды                                        | 1:42.28 NR | 4. Денис Юсков 17. Алексей Есин 18. Иван Скобрев          | 1:42.36 NR 1:44.51 PB 1:45.14 | 3. Алексей Суворов 8. Сергей Грязцов                      | 1:44.97 PB 1:45.42 PB         |
| 5000 мА — 16 участников Б — 40 участников   | Свен Крамер · Нидерланды                              | 6:04.59          | Боб де Йонг · Нидерланды                        | 6:07.43 PB | Йоррит Бергсма · Нидерланды                                    | 6:08.13    | 4. Иван Скобрев 8. Денис Юсков                            | 6:08.77 NR 6:11.79 PB         | 1. Даниил Синицын 4. Александр Румянцев 8. Евгений Серяев | 6:14.01 PB 6:17.99 PB 6:21.60 |
| Командная гонка 14 команд                   | Нидерланды · Свен Крамер · Ян Блокхайсен · Кун Вервей | 3:35.60 WR       | США · Брайан Хансен · Джонатан Кук · Шани Дэвис | 3:37.22 NR | Республика Корея · Ли Сын Хун · Hyung-Joon Joo · Ким Чхоль Мин | 3:37.51 NR | 8. Россия · Иван Скобрев · Денис Юсков · Евгений Лаленков | 3:41.26 NR                    |                                                           |                               |

### Женщины
| Дистанция                                 | Золото                                                      | Время      | Серебро                                                  | Время      | Бронза                                                  | Время          | Дивизион А 4 — …                                                                | Время                                      | Дивизион Б 1 — …                                                            | Время                                    |
| 1e 500 м А — 20 участниц Б — 31 участница | Ли Сан Хва · Республика Корея                               | 36.57 WR   | Ван Бейсин · Китай                                       | 36.85 NR   | Хизер Ричардсон · США                                   | 36.97 NR       | 5. Ольга Фаткулина 19. Юлия Литейкина                                           | 37.19 NR 38.07                             | 2. Екатерина Малышева 15. Екатерина Лобышева 20. Надежда Асеева             | 37.76 PB 38.53 38.71 PB                  |
| 2e 500 м А — 21 участница Б — 27 участниц | Ли Сан Хва · Республика Корея                               | 36.36 WR   | Хизер Ричардсон · США                                    | 36.90 NR   | Ольга Фаткулина                                         | 37.13 NR       | 19. Юлия Литейкина                                                              | 37.97                                      | 4. Екатерина Малышева 16. Надежда Асеева                                    | 38.21 38.84                              |
| 1000 м А — 20 участниц Б — 34 участницы   | Бриттани Боу США                                            | 1:12.58 WR | Хизер Ричардсон · США                                    | 1:12.61 PB | Ирен Вюст · Нидерланды                                  | 1:13.33 NR     | 4. Ольга Фаткулина 11. Екатерина Лобышева 16. Екатерина Шихова 18. Юлия Скокова | 1:13.40 NR' 1:14.20 PB 1:14.959 1:15.33 PB | 1. Екатерина Малышева                                                       | 1:14.32 PB                               |
| 1500 м А — 20 участниц Б — 30 участниц    | Ирен Вюст · Нидерланды                                      | 1:52.08 NR | Бриттани Боу США                                         | 1:52.45 NR | Хизер Ричардсон · США                                   | 1:52.55        | 5. Юлия Скокова 7. Екатерина Лобышева 10. Екатерина Шихова                      | 1:53.87 NR 1:54.092 PB 1:54.41 PB          | 9. Ольга Фаткулина 24. Анна Чернова                                         | 1:56.22 PB 1:59.51                       |
| 3000 м А — 16 участниц Б — 37 участниц    | Мартина Сабликова · Чехия                                   | 3:57.79    | Клаудия Пехштайн · Германия                              | 3:57.80    | Антоинетте де Йонг · Нидерланды                         | 3:59.49 WR (U) | 12. Ольга Граф                                                                  | 4:04.29 PB                                 | 11. Юлия Скокова 17. Виктория Филюшкина 19. Анна Чернова 23. Лада Задонская | 4:07.00 PB 4:09.41 PB 4:09.74 4:11.54 PB |
| Командная гонка 11 команд                 | Нидерланды · Ирен Вюст · Антоинетте де Йонг · Линда де Врис | 2:56.02    | Канада · Кристин Несбитт · Бриттани Шусслер · Кали Крист | 2:56.90    | США · Хизер Ричардсон · Бриттани Боу · Джиллиэнн Рукард | 2:57.09        | 5. Россия · Екатерина Лобышева · Ольга Граф · Юлия Скокова                      | 2:57.84                                    | ---------                                                                   | ---------                                |

- WR — мировой рекорд
- NR — национальный рекорд
- PB — личный рекорд
- WR (U) — мировой рекорд среди юниоров

- При равенстве результатов победитель определяется с учётом тысячных долей секунды.